# Asesinato de Myrtha Raia
Myrtha Raia (Buenos Aires, 11 de septiembre de 1928 - Tucumán,  29 de enero de 2013)
fue una reconocida pianista argentina que fue maestra de varias generaciones de músicos tucumanos.
El 26 de enero de 2013 ―una semana antes de declarar como testigo en la megacausa Arsenales II/Jefatura II fue asesinada a golpes.

## Biografía
Myrtha Raia nació en la ciudad de Buenos Aires en 1928. Hija de un amante de la ópera, en 1937 ―a los ocho años de edad― se mudó junto a su familia a la ciudad de San Miguel de Tucumán, donde ingresó a la Academia de Bellas Artes.
Allí fue compañera de estudios del violinista Alfredo Bru (1928-2008).
Estudió la secundaria en la escuela Sarmiento.
Ingresó en la Escuela de Música de la Universidad de Tucumán, donde estudió con los maestros Álex Conrad, Alberto Uzielli y con Walter Gieseking.
Egresó como licenciada en música. Fue una exigente profesora de piano.

## Carrera
Uno de sus primeros trabajos como pianista de orquesta sinfónica fue bajo la dirección de Wilhelm Backhaus en una de sus visitas al país.
Fue una parte importante en la historia de la música tucumana y de la Orquesta Sinfónica de Tucumán, que fue dirigida por
Carlos Cillario,
Alex Conrad,
Jean Constantinescu,
Isaac Weinstein,
Washington Castro,
Gianni Rinaldi y
Miguel Gilardi.
Tocó en varios teatros locales sobre todo en el Teatro de San Martín de Tucumán, aunque fue censurada, de manera transitoria, su participación en dicho teatro durante la dictadura militar, para luego volver en 1984.
En los años 1960 hizo presentaciones en vivo en el programa televisivo Ciclo de conciertos, conducido por Silvia Rolandi en Canal 10. Solía deleitar al público con audiciones perfectas de grandes autores de la orquesta como Johann Sebastian Bach, Ludwig van Beethoven, Johannes Brahms y Frédéric Chopin.
Su obra favorita era El Réquiem del compositor Johannes Brahms.
Durante 1985 hasta 1989 fueron reconocidos sus recitales junto al violinista Gustavo Guersman , al flautista Oscar Romano , al chelista Fernando Brú y al violista Juan Carlos Siviero que integraban el Conjunto de Cámara del Tucumán
En 2004 brindó un concierto homenaje junto a la mezzosoprano Nilda Chiarello en el Centro Cultural Virla.
Sus conciertos en el teatro San Martín (de Buenos Aires) junto al maestro Oscar Buriek fueron destacados, cosechando aplausos por su técnica y gran expresión musical.
Con el también interpretó en La nuit, un concierto temático sobre obras de la noche.
En 2005 trabajó en el espectáculo Concierto Bienvenida al Piano con Buriek y Susana Awad.
También tocó en Buenos Aires, Mendoza y en Santiago del Estero en muchas oportunidades.
Ofreció diversos recitales de música de cámara entre los que se destacan los realizados con Mercedes Weinstein, Oleg Kotzarev, Alberto Uzielli, Eduardo Loureiro, Noemí Souza, Lebón Bogosian y Ricardo Brú, entre otros.
Durante muchos años formó el Dúo Guersman-Raia , con el que transitaron una gran parte del repertorio para violín y piano( Beethoven, Fauré, Franck, Bach, Bartok, etc) entre los que se destacan el ciclo de las Sonatas de Brahms con el cual viajaron a Mendoza invitados por el Mozarteum. Además de haber dirigido ambos durante 4 años un Taller de Música de Cámara. Fue un verdadero equipo dedicado por años a la pasión por la interpretación y la enseñanza de la música de cámara. 
En 2007 se presentó junto al violinista Néstor Eidler un espectáculo en la que interpretaron obras de Ludwig van Beethoven, Nicoló Paganini, Henryk Wieniawski, Astor Piazzolla y Joaquín Turina.
Se dedicó a la docencia como profesora en la Escuela de Música de la Universidad, donde durante 53 años enseñó Piano y Música de Cámara, del Conservatorio de la provincia y de la escuela Sarmiento.
Fue formadora de grandes figuras del arte musical tucumano, como
Gustavo Guersman (violinista y director de orquesta juvenil de la Universidad Nacional del Tucumán),
Mauricio Guzmán (pianista internacional con quien integró el dúo de pianos a cuatro manos Raia-Guzmán)
y los pianistas tucumanos Horacio Enrico (con quien mantuvo una fuerte amistad durante 50 años), Celina Lis y Gustavo Zaka.
La pianista se dedicó preferentemente al repertorio de música de cámara, y fue una activa promotora de la actividad musical de la provincia. Cofundó los grupos Pianistas de Tucumán y Espacio Musical.
También escribió la música de algunas obras teatrales en conjunto con escritoras como
Elisa Epstein,
Lita Sisak de Kristal,
Aída Rothe,
Oleg Kotzarev y
Jorge Wyngaard.

Lo que tiene de misterioso el alcance de la música quizás se deba a que es algo que transcurre en el tiempo y que de alguna manera nos saca de ese tiempo. No solo a quien la escucha, sino también al intérprete. Cada vez que suena, la música se da vida a sí misma. Se produce entonces una emoción que se renueva cuando se la escucha, ya sea en vivo o en una grabación.
Myrtha Raia

### Secuestro y asesinato de su hijo
El 24 de junio de 1975 (durante el Gobierno de Isabel Martínez de Perón), su hijo varón ―Horacio Marcelo Ponce, de 21 años― fue secuestrado por la policía provincial tucumana. Fue torturado durante 48 horas en el campo de concentración La Escuelita ―que funcionó en la escuela Diego Rojas del pueblo de Famaillá (en Tucumán). Fue devuelto a su familia el 27 de junio de 1975.
En el marco de la dictadura cívico-militar (1976-1983), en la madrugada del 22 de abril de 1977 sonó el timbre de la casa familiar, ubicada en Italia al 2000. Al abrir la puerta, había un grupo de personas con los rostros tapados con pañuelos. Ingresaron simulando que entregarían un paquete. Sin embargo, estaban armados y secuestraron a Horacio Marcelo Ponce.
Ese mismo día habían secuestrado a sus amigos y compañeros de la Juventud Peronista:
Gustavo Santillán,
Ricardo Somaini y
Víctor Moreira.
Horacio Ponce habría sido destinado a la Jefatura de la Policía Provincial de Tucumán. En ese lugar fue visto por testigos dos meses después, en junio de 1977. Habría sido obligado a declarar bajo tortura. De acuerdo con los relatos, su ejecución habría sido decidida luego, en el mismo lugar.
En 2010 ―en el marco de la causa «Jefatura I»―, el testigo Juan Carlos Clemente aportó un documento llamado
"Índice de declaraciones de delincuentes subversivos", en el que figuraba el nombre de Horacio Marcelo Ponce, con la sigla DF (‘disposición final’). Desde junio de 1977 está «desaparecido», sin dejar ninguna huella.
La pianista luchó incansablemente para encontrar a su hijo, apoyando las manifestaciones y repudiando duramente a la dictadura cívico-militar (1976-1983).
En esa época, el gobernador de Tucumán, dictador Antonio Bussi ―directo responsable del secuestro y asesinato de Horacio Marcelo Ponce― prohibió a Myrtha Raia el volver a tocar música en el teatro San Martín.
El caso de su hijo es uno de los más de 220 casos que se investigan en la megacausa Arsenales II - Jefatura II, en proceso en los tribunales federales.
En 2006, Raia fue distinguida por el Fondo Nacional de las Artes en reconocimiento por su trayectoria, ya que había cumplido más de 45 años en la profesión.

Las Variaciones de Franck tienen una gran sencillez, como solamente pueden tenerla las obras exquisitas. No tiene nada de más; es tan acabada, completa y dibujada... y además se plantea un coloquio muy lindo entre la pianista y la orquesta. Es una de las obras más bellas. Se trata de una pieza típicamente francesa: es más bien romántica, pero de un romanticismo muy mesurado; no hay desborde, pero nunca queda algo sin expresar.
Myrtha Raia

## Asesinato de Myrtha Raia
Raia de 84 años, debía declarar el 7 de febrero de 2013 ―el día en que terminaba la feria judicial― como testigo en la megacausa Arsenales II – Jefatura II que estaba juzgando a 41 terroristas por la «desaparición» (secuestro y asesinato) de 222 personas durante la dictadura cívico-militar (1976-1983).
Existía en Argentina el precedente del albañil Julio López (1929-2006), quien el 18 de septiembre de 2006 fue «desaparecido» por presentarse como testigo en la causa contra el genocida Miguel Etchecolatz.
Una semana antes de su declaración, en la madrugada del 26 de enero de 2013, ingresaron delincuentes a su casa ubicada en calle Juan Luis Nougués 1024 en el barrio Jardín (de la ciudad de San Miguel de Tucumán), donde Raia vivía sola hacia unos años.
En la mañana, la mujer fue encontrada ensangrentada al costado de la cama, por su empleada doméstica. La habitación estaba revuelta, pero al parecer los agresores no se habían llevado nada de valor, ni siquiera la billetera de la mujer (que fue hallada en el lugar con todo el dinero de su jubilación y tarjetas de crédito).
Falleció al día siguiente en la terapia intensiva del Hospital Padilla debido a las graves lesiones neurológicas.
Durante la autopsia que se realizó al cuerpo se dedujo que la pianista había sido golpeada salvajemente ―no con un arma ni un objeto contundente sino contra el piso, el pie de la cama y golpes de puño― hasta provocarle hemorragias intracraneales.
Sus restos fueron trasladados al cementerio Parque del Recuerdo, en el kilómetro 1304 de la Ruta 9.
Rápidamente, el 6 de febrero de 2013 la policía provincial de Tucumán allanó el hogar ―ubicado en Villa Luján― de Japo Chico, un cadete de mensajería al que acudía generalmente Myrtha Raia, y encontró varios celulares y ropas con manchas que podrían ser de sangre. Al día siguiente, la prensa local tucumana tituló: «El asesino de Myrtha Raia habría sido su cadete de mensajería».
En el juicio oral ―que se reanudó el 7 de febrero de 2013, una semana después del asesinato de Myrtha Raia― se juzgó a 41 imputados por la desaparición de 222 personas durante la dictadura cívico-militar.
El 19 de marzo de 2014 resultaron condenados todos los policías y militares procesados.

## Vida privada
Raia estuvo casada durante muchos años con el creador y director de coros, Horacio Franklin Ponce (f. 2003), de quien se divorció.
Tuvieron dos hijos: Alejandra Ponce (quien les dio tres nietos) y Horacio Marcelo Ponce (14 de julio de 1953 - junio de 1977), un estudiante de derecho y militante de la Juventud Universitaria Peronista (JUP).

### Homenajes póstumos
El domingo 3 de febrero de 2013 ―una semana después del fallecimiento de Myrtha Raia―, en la Casa de la Historia y la Cultura del Bicentenario de la ciudad de Concepción, el Ente Cultural de Tucumán realizó un concierto en homenaje a la artista. El pianista tucumano y activista por los derechos humanos Miguel Ángel Estrella ―también torturado durante la dictadura cívico-militar (1976-1983)― interpretó la Sonata en si menor (de Franz Liszt) y donde también tocaron tres jóvenes finalistas del Concurso Chopin: los tucumanos José Ricardo Díaz y Mariana Röhmer-Litzmann; y el santiagueño Pablo Nieva.
El 15 de marzo de 2013, la legislatura tucumana honró a Myrtha Raia con una distinción post mortem, que fue entregada a su hija.